# Nishiohashi (métro d'Osaka)
Nishiohashi (西大橋駅, Nishiōhashi-eki) est une station du métro d'Osaka sur la ligne Nagahori Tsurumi-ryokuchi dans l'arrondissement de Nishi à Osaka.

## Situation sur le réseau
La station Nishiohashi est située au point kilométrique (PK) 2,2 de la ligne Nagahori Tsurumi-ryokuchi, entre les stations Nishinagahori et Shinsaibashi.

## Histoire
La station a ouvert le 29 août 1997.

## Services aux voyageurs

### Accès et accueil
La station est ouverte tous les jours.

### Desserte
- Ligne Nagahori Tsurumi-ryokuchi :
  - voie 1 : direction Kadoma-minami
  - voie 2 : direction Taisho

### Intermodalité
La station de métro Yotsubashi (ligne Yotsubashi) est située à proximité.